# Pitru
Pitru era un'antica città al largo del fiume turco-assiro Sajur (Sagura o anche Sagurru; +36° 39' 16.62", +38° 4' 7.96"), un affluente occidentale dell'Eufrate, a circa 12.5 miglia a sud dell'antica Karkemiš. Si pensa che sia la Petor menzionata in Numeri 22:5-8 come la casa di Balaam, il profeta non israelita chiamato dal re Balak a maledire gli israeliti dell'Esodo (circa 1406 a.C.).
Pitru fu fondata dal sovrano assiro Tiglatpileser I intorno al 1100 a.C., ma fu in seguito conquistata dagli Aramei. Successivamente viene menzionata come una delle città o villaggi degli Stati siro-ittiti conquistati dal sovrano assiro Assurnasirpal II (che regnò dall'883 all'859 a.C.) e da suo figlio Salmanassar III. Nel sesto anno di regno di quest’ultimo, ricevette un nome assiro, diventando una base operativa per ulteriori campagne militari.